# Krajinski park Ljubljansko barje
Krajinski park Ljubljansko barje (kratica KPLJ) je krajinski park, ki zajema območje Ljubljanskega barja. Ustanovila ga je Vlada Republike Slovenije, dne 9. oktobra 2008.

## Posebej zavarovana območja znotraj parka

### Naravni spomeniki
- naravni spomenik Ljubljanica (reka Ljubljanica dolvodno od Vrhnike)
- naravni spomenik Močilnik (zatrepna izvirna dolina Male Ljubljanice z izviroma Veliki Močilnik in Mali Močilnik)
- naravni spomenik Retovje (zatrepna izvirna dolina Velike Ljubljanice z izviri Veliko Okence, Malo Okence, izvir Pod skalo in izvir Pod orehom)
- naravni spomenik Ljubija (skupina izvirov Ljubije, pritoka Ljubljanice)
- naravni spomenik Bistra – Grajski izvir (vrsta izvirov Bistre, pritoka Ljubljanice izpod ceste Vrhnika–Borovnica)
- naravni spomenik Bistra – Zupanov izvir (vrsta izvirov Bistre, pritoka Ljubljanice izpod ceste Vrhnika–Borovnica)
- naravni spomenik Bistra – Galetov izvir (kraški izviri Bistre, pritoka Ljubljanice na robu Ljubljanskega barja pri Bistri)
- naravni spomenik Jezero pri Podpeči (kraško jezero s poplavno ravnico pri Podpeči - Podpeško jezero)
- naravni spomenik Jurčevo šotišče (ostanki šote zahodno od Bevk)

### Naravni rezervati
- naravni rezervat Strajanov breg (dolina zgornjega toka potoka Strajanov breg z mokrišči pri Dreniku, rastišče loeselove grezovke (Liparis loeselii))
- naravni rezervat Goriški mah (največja sklenjena površina ostankov visokega barja, na kateri je ohranjena plast šote, z bogato favno metuljev)
- naravni rezervat Mali plac (ostanek visokega barja na osamelcu Kostanjevica v bližini kraja Bevke na Ljubljanskem barju)
- naravni rezervat Koslerjeva gošča (ohranjen kompleks visokobarjanskega gozda z acidofilnimi drevesnimi vrstami, jugovzhodno od Črne vasi)
- naravni rezervat Ribniki v dolini Drage pri Igu
- območje najbolje ohranjenih travniških habitatov na Vrbovskih talih je naravni rezervat Iški morost.